# Şükrü Saracoğlu Stadı
Das Şükrü Saracoğlu Stadı (auch Şükrü Saracoğlu Stadyumu, deutsch Şükrü-Saracoğlu-Stadion) ist ein Fußballstadion in der türkischen Metropole Istanbul. Es liegt in Kadıköy und ist die Heimspielstätte des Fußballvereins Fenerbahçe Istanbul. Benannt ist das Stadion nach Mehmet Şükrü Saracoğlu, dem fünften Ministerpräsidenten der Türkei. Er war von 1934 bis 1950 Präsident von Fenerbahçe. Mittlerweile heißt die Anlage Ülker Stadi Fenerbahce Sükrü Saracoglu Spor Kompleksi, kurz Ülker Stadi. Nach langen Sponsorenverhandlungen einigte sich Fenerbahce mit dem Lebensmittelunternehmen Ülker auf einen Vertrag über zehn Jahre. Ülker zahlte 90 Mio. TL.

## Geschichte
Beim Eröffnungsspiel 1908 hatte es eine Zuschauerkapazität von 25.000 Plätzen. 1999/2000 plante der Verein, die Zuschauerkapazität auf 30.000 Plätze zu erhöhen, was in der Saison 2000/01 durchgeführt wurde. Im gleichen Jahr wurde das Stadion nochmals erweitert, diesmal um fast 13.000 Plätze. Am 6. Mai 2001 wurde die Zuschauerkapazität auf 42.500 Plätzen und in der Saison 2003/04 auf 50.530 Sitzplätze erhöht. Im Zuge der letzten Erweiterung ist das Stadion als erstes türkisches Stadion mit Stadionheizungen ausgerüstet worden, so dass auch im Winter angenehme Temperaturen auf allen Rängen herrschen. Heute hat das Stadion eine Kapazität von 50.530 Plätzen.
Das Şükrü Saracoğlu Stadı wurde in die UEFA-Stadionkategorie 4  eingestuft. Am 20. Mai 2009 fand das UEFA-Pokal-Finale zwischen Werder Bremen und Schachtar Donezk im Stadion von Fenerbahçe statt.

## Galerie

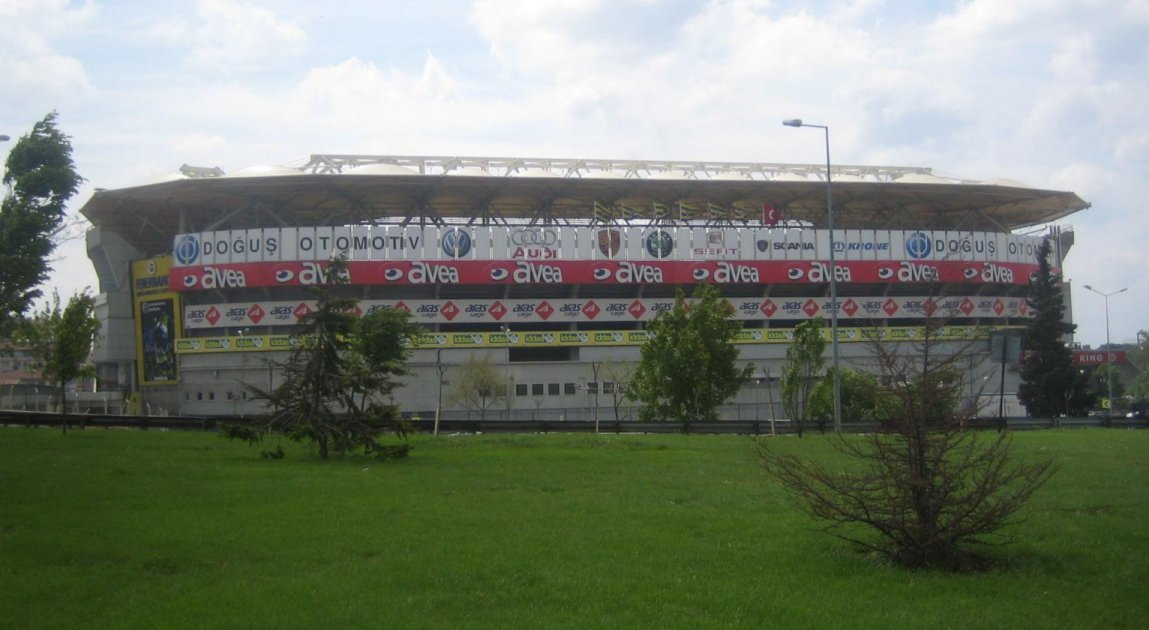
Außenansicht des Şükrü Saracoğlu Stadı
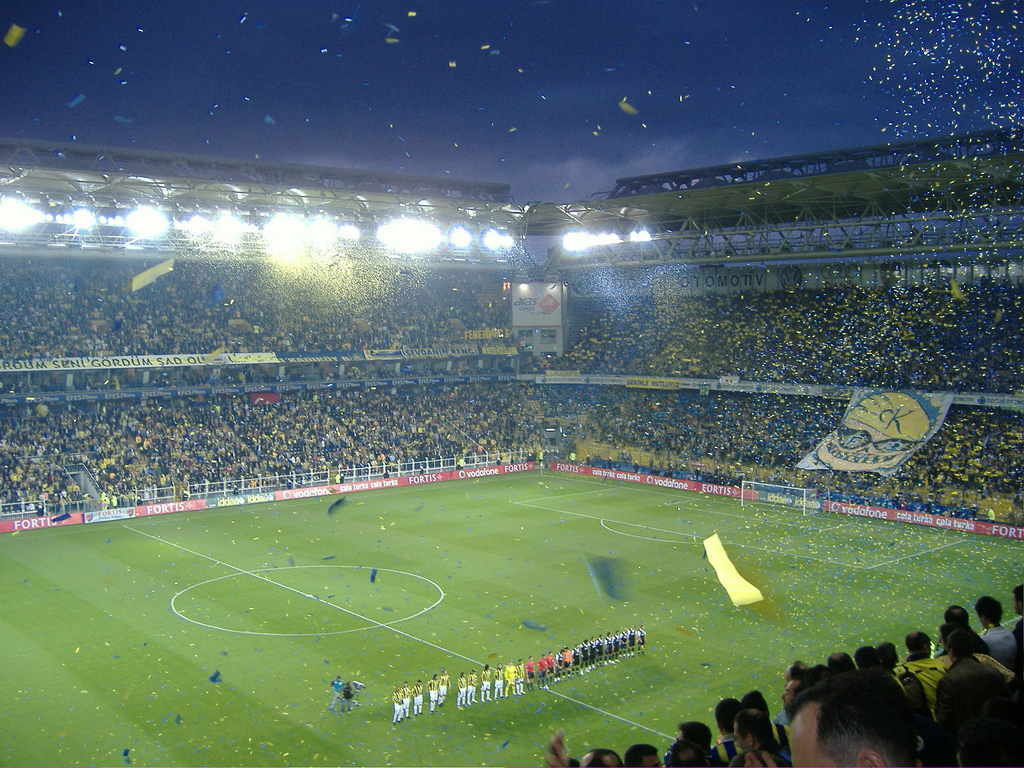
Rückspiel im Pokal-Halbfinale am 26. April 2007 zwischen Fenerbahçe und Beşiktaş Istanbul
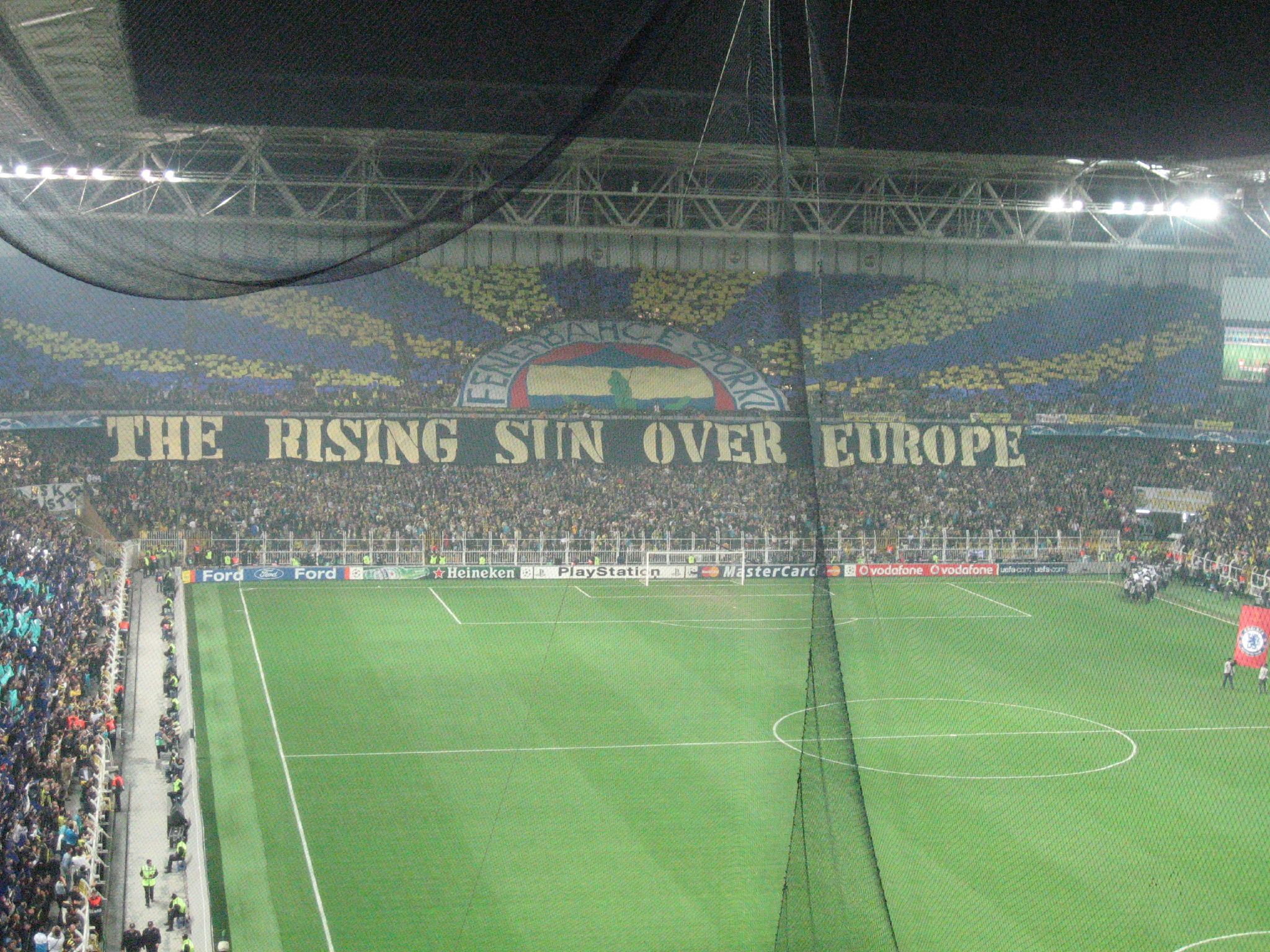
Choreographie der Fans bei einem Spiel zwischen Fenerbahçe und dem FC Chelsea